# Cornod
Cornod és un municipi francès situat al departament del Jura i a la regió de Borgonya - Franc Comtat. L'any 2007 tenia 223 habitants.

## Demografia

### Població
El 2007 la població de fet de Cornod era de 223 persones. Hi havia 92 famílies de les quals 32 eren unipersonals (16 homes vivint sols i 16 dones vivint soles), 24 parelles sense fills, 32 parelles amb fills i 4 famílies monoparentals amb fills.
La població ha evolucionat segons el següent gràfic:
Habitants censats

### Habitatges
El 2007 hi havia 159 habitatges, 98 eren l'habitatge principal de la família, 56 eren segones residències i 5 estaven desocupats. 153 eren cases i 6 eren apartaments. Dels 98 habitatges principals, 74 estaven ocupats pels seus propietaris, 19 estaven llogats i ocupats pels llogaters i 5 estaven cedits a títol gratuït; 1 tenia dues cambres, 10 en tenien tres, 39 en tenien quatre i 47 en tenien cinc o més. 77 habitatges disposaven pel capbaix d'una plaça de pàrquing. A 50 habitatges hi havia un automòbil i a 38 n'hi havia dos o més.

### Piràmide de població
La piràmide de població per edats i sexe el 2009 era:
| Homes | Edats   | Dones |
| ----- | ------- | ----- |
| 0     | 95 o +  | 0     |
| 0     | 90 a 94 | 0     |
| 0     | 85 a 89 | 0     |
| 0     | 80 a 84 | 4     |
| 0     | 75 a 79 | 4     |
| 8     | 70 a 74 | 8     |
| 4     | 65 a 69 | 8     |
| 16    | 60 a 64 | 8     |
| 4     | 55 a 59 | 8     |
| 4     | 50 a 54 | 4     |
| 4     | 45 a 49 | 0     |
| 8     | 40 a 44 | 4     |
| 8     | 35 a 39 | 0     |
| 8     | 30 a 34 | 12    |
| 20    | 25 a 29 | 20    |
| 4     | 20 a 24 | 0     |
| 0     | 15 a 19 | 4     |
| 0     | 10 a 14 | 4     |
| 20    | 5 a 9   | 8     |
| 16    | 0 a 4   | 0     |

## Economia
El 2007 la població en edat de treballar era de 127 persones, 104 eren actives i 23 eren inactives. De les 104 persones actives 98 estaven ocupades (51 homes i 47 dones) i 6 estaven aturades (1 home i 5 dones). De les 23 persones inactives 7 estaven jubilades, 8 estaven estudiant i 8 estaven classificades com a «altres inactius».

### Ingressos
El 2009 a Cornod hi havia 103 unitats fiscals que integraven 252 persones, la mediana anual d'ingressos fiscals per persona era de 15.684 €.

### Activitats econòmiques
Dels 4 establiments que hi havia el 2007, 1 era d'una empresa de comerç i reparació d'automòbils, 1 d'una empresa d'hostatgeria i restauració i 2 d'empreses de serveis.
L'any 2000 a Cornod hi havia 11 explotacions agrícoles que ocupaven un total de 938 hectàrees.

## Poblacions més properes
El següent diagrama mostra les poblacions més properes.